# Oberliga Hamburg
De Oberliga Hamburg is een van de hoogste amateurklassen in het Duitse voetbal. Sinds 2008 vormt de Oberliga Hamburg een van de Oberliga's, het vijfde niveau in Duitsland. In deze klasse spelen vrijwel alleen teams uit het Land Hamburg. De winnaar van de Oberliga Hamburg speelt play-off wedstrijden met de winnaars van de Bremen-Liga en de Schleswig-Holstein-Liga om één plaats in de Regionalliga Nord.

## Geschiedenis

### Als hoogste klasse
Na Berlijn was Hamburg de tweede stad in het Duitse rijk waar competitievoetbal gespeeld werd, vanaf 1895/96. Tot 1933 was het de hoogst mogelijke klasse voor clubs uit Hamburg. De competitie werd georganiseerd door de Hamburg-Altonaer Fußball-Bund. Er speelden niet enkel clubs uit Hamburg in de competitie maar ook uit de steden Altona, Wandsbek en Harburg. Deze steden zijn nu een stadsdeel van Hamburg, maar waren toen nog zelfstandig. SC Germania 1887, Altonaer FC 1893 en FC Victoria 1895 domineerden de competitie. Zelfs tijdens de Eerste Wereldoorlog werd het voetbal onafgebroken verder gespeeld in de stad.
Nadat in 1920/21 er twee reeksen waren voor heel Noord-Duitsland werden vanaf het volgende seizoen weer regionale competities ingevoerd. De clubs van de vroegere competitie Hamburg-Altona gingen nu in de Groot-Hamburgse competitie spelen. Er kwamen twee reeksen die Alster en Elbe heetten. Deze formulie was niet zo geliefd bij de supporters omdat de uitkomst nogal voorspelbaar was. Fusieclub en nieuwe grootmacht Hamburger SV domineerde jaar op jaar de competitie Alster en die van Elbe werd tussen de twee grote clubs uit Altona verdeeld. Door de vele competities in Noord-Duitsland vonden de grote clubs dat hun dat niveau naar onder haalde waardoor er revolutie uitbrak in 1928. Tien clubs trokken zich terug uit de competitie en speelden een eigen competitie. De andere competities vonden hierdoor niet plaats. De bond gaf toe aan de rebellerende clubs. Ze slaagden er niet in om één competitie voor Noord-Duitsland af te dwingen, maar de elf competities werden wel herleid tot zes. De twee competities van Groot-Hamburg smolten samen. De competitie werd nu ook wel Oberliga Groot-Hamburg genoemd.

### 1933-1945
Tot 1933 was dit een van de hoogste klassen. Toen de Nationaalsocialistische Duitse Arbeiderspartij aan de macht kwam in Duitsland werd het voetbalsysteem drastisch hervormd. De overkoepelende bonden werden opgeheven en er kwamen nu zestien Gauliga's voor heel Duitsland. Dit lijkt nog veel, maar was toch al beduidend minder dan de competities van de voorgaande jaren. De Oberliga Hamburg werd nu de Bezirksklasse en was nog maar de tweede klasse. Clubs promoveerden naar de Gauliga Nordmark.
Door de perikelen in de Tweede Wereldoorlog werd de Gauliga Nordmark in 1942 opgeheven en vervangen door drie andere Gauliga's, waaronder de Gauliga Hamburg.

### 1945-heden
Na de oorlog werd de Stadtliga Hamburg de hoogste klasse. Vanaf 1947 werd het de Verbandsliga Hamburg, die nu uit twee reeksen bestond en de tweede klasse was na de Oberliga Nord. In 1950 gingen de twee reeksen samen verder onder de naam Amateurliga Hamburg. Na de invoering van de Bundesliga werd dit de derde klasse onder de naam Landesliga Hamburg. Door de invoering van de 2. Bundesliga in 1974 werd het nog maar de vierde klasse. In 1978 werd de naam weer gewijzigd in Verbandsliga Hamburg. Na de invoering van de Regionalliga in 1994 werd de competitie de vijfde klasse. In 2006 werd de competitie Hamburg-Liga genoemd. Toch spelen er ook clubs uit de deelstaten Sleeswijk-Holstein en Nedersaksen, die erg dicht bij Hamburg gelegen zijn in de competitie.
In 2008 werd de 3. Liga ingevoerd, maar deze keer had de competitie er baat bij. De Oberliga Nord, die tot dan een klasse hoger was dan de Hamburg-Liga werd ontbonden en verdeeld onder vier regionale competities, waaronder de Hamburg-Liga dat nu de Oberliga Hamburg werd.
FC Alsterbrüder ·
Altona 93 ·
TSV Buchholz 08 ·
TuS Dassendorf ·
Eimsbütteler TV ·
SV Halstenbek-Rellingen ·
ETSV Hamburg ·
HEBC ·
Hamburger SV III ·
TuRa Harksheide ·
Niendorfer TSV ·
TSV Sasel ·
FC Süderelbe ·
SC Victoria Hamburg ·
USC Paloma Hamburg ·
FC Voran Ohe · 
Vorwärts-Wacker 04 · 
Wandsbeker TSV Concordia 1881 ·
FC Türkiye Wilhelmsburg